# Markus Molitor
Markus Molitor (* 1964) ist ein deutscher Winzer aus Bernkastel-Wehlen an der Mosel.
Das Weingut Markus Molitor bewirtschaftet 65 Hektar Weinberge an der Mosel. Mit 90 % ist Riesling die dominierende Rebsorte, es produziert jedoch auch geringe Mengen Spätburgunder. Molitor bewirtschaftet Weinberge in 15 verschiedenen Lagen, u. a. Wehlener Sonnenuhr und Graacher Domprobst. Das Gutsgebäude befindet sich in der Lage Wehlener Klosterberg. Es wurde Ende des 19. Jahrhunderts als Weingut errichtet und 1984 von Markus Molitor nach seiner Betriebsübernahme erworben.
2014 wurde Markus Molitor von einer Jury der Zeitschrift falstaff zum Winzer des Jahres gewählt. Der endgültige Durchbruch an die Weltspitze der Winzer und Weinmacher gelang Molitor 2015, als er vom Journal The Wine-Advocate, für drei seiner Weine, allesamt Rieslingauslesen, jeweils die Höchstwertung von 100 Parker-Punkten (benannt nach Robert Parker, dem Gründer des Wine-Advocate) erhielt. Molitor zählt somit zur Gruppe prominenter Winzer, deren Weine Höchstpreise erzielen. In der Ausgabe des Gault & Millau WeinGuide Deutschland 2015, erhielt Molitor mit seinem Weingut vier von fünf Trauben.
Gemeinsam mit Roman Niewodniczanski vom Weingut Van Volxem arbeitet er an der Rekultivierung der auf Gemarkung Schoden liegenden Weinlage Geisberg an der Saar.